# Congestion (réseau)
La congestion d'un réseau informatique est la condition dans laquelle une augmentation du trafic (flux) provoque un ralentissement global de celui-ci.
Les trames entrantes dans les buffers des commutateurs sont rejetées dans ce cas.
La congestion est liée à la politique du multiplexage établie sur le réseau considéré. La congestion peut être aussi liée aux équipements connectés sur le réseau, tels que switch, routeur, ordinateur... Donc pour résoudre ce problème le gestionnaire de réseau doit faire d'abord un troubleshoot pour identifier le problème.

## Histoire
A partir de 1972, des informaticiens du réseau Cyclades ont inventé l'utilisation d'une fenêtre glissante, pour le contrôle des flux et la prise en compte des problèmes de congestion.

## Caractérisation
- retransmission intempestives
- paquets non remis
- fragments

## Voir également
- Contrôle de flux
- Datagram Congestion Control Protocol (DCCP)
- Explicit Congestion Notification (ECN)
- File d'attente de message
- AQM (active queue management)